# Gymnopus
Gymnopus es un género de hongos en la familia Marasmiaceae. El género posee una muy amplia distribución cosmopolita y contiene unas 300 especies.  

## Especies representativas
Algunas de las especies contenidas en este género son:
- Gymnopus dryophilus
- Gymnopus fusipes
- Gymnopus peronatus
- Gymnopus semihirtipes
- Gymnopus quercophilus